# راسل بروكس
راسل بروكس (بالإنجليزية: Russell Brookes)‏ مواليد 16 أغسطس 1945 في وسترشير، إنجلترا، المملكة المتحدة، هو سائق راليات إنجليزي سابق بدأ مسيرته في سنة 1973. كان أول رالي له هو رالي ويلز 1973. شارك في بطولة العالم للراليات. صعد على المنصة 3 مرات خلال مسيرته.

## فرق مثلها
- شركة فورد
- فوكسهول موتورز

## روابط خارجية
- راسل بروكس على موقع eWRC-results.com (الإنجليزية)